# Franciszek Walicki (geodeta)
Franciszek Walicki (ur. 17 września 1874 w Biesiadach koło Mińska, zm. 14 lutego 1964) – polski geodeta.

## Życiorys
Ukończył szkołę realną w Wilnie oraz szkołę geometrów i taksatorów w Petersburgu. W latach 1895–1899 odbył studia miernicze na Wydziale Inżynierii Politechniki Lwowskiej, w trakcie których wykonywał roboty hydrograficzne dla Namiestnictwa. Ponadto dwukrotnie był delegatem z uczelni jako członek komisji badającej roboty hydrotechniczne prowadzone na terenie Austro-Węgier. W 1899 powrócił do Wilna, gdzie pracował w Komisji Szacunkowej Magistratu. W 1900 został kierownikiem Wydziału Pomiarów w Wilnie. W ramach niniejszej funkcji zaprojektował i założył lokalną sieć triangulacyjną dla Wielkiego Wilna oraz sieć niwelacyjną, które następnie sam obliczył i wyrównał. Ponadto nadzorował założenie szczegółowej osnowy poziomej i wysokościowej służącej sporządzeniu pomiarów sytuacyjno-wysokościowych na potrzeby utworzenia mapy Wilna w skali 1:250, które Konferencja Moskiewskiego Instytutu Mierniczego uznała za najlepsze z dotychczas wykonanych na terenie Cesarstwa Rosyjskiego ze względu na rozwiązania techniczne i dokładność.
W 1918 zamieszkał w Łodzi, gdzie 1 lipca został naczelnikiem Oddziału Pomiarów miasta Łodzi. Opracował sieć triangulacyjną oraz niwelacyjną miasta, obierając za jej centralny punkt krzyż na wieży Kościoła Podwyższenia Świętego Krzyża w Łodzi. 1 sierpnia 1922 został zastąpiony na stanowisku przez Wacława Bobrowskiego i powrócił do Wilna, gdzie został ponownie kierownikiem Wydziału Pomiarów. W 1926 uzyskał kwalifikacje mierniczego przysięgłego. W maju 1939 przeszedł na emeryturę.
Podczas II wojny światowej utrzymywał rodzinę z uprawy warzyw i kwiatów. Po zajęciu Wilna przez Armię Czerwoną szykanowało go NKWD, by w grudniu 1944 zamknąć go z żoną w areszcie śledczym na Łukiszkach. Następnie został ewakuowany transportem kolejowym do Łodzi, gdzie nie uznano jego praw do emerytury, w związku z czym podjął pracę w Wydziale Pomiarów Zarządu Miejskiego. W 1946 podjął pracę kierownika wydziału ds. inwestycji, budownictwa i odbioru robót w Centralnym Zarządzie Przemysłu Włókienniczego. W grudniu 1946 uznano jego prawa do emerytury, pomimo tego jednak nadal pracował. Pełnił funkcję biegłego sądowego w zakresie budownictwa, wyceny gruntów, budynków i fabryk do końca 1962 roku.

### Życie prywatne
Urodził się w rodzinie ziemiańskiej. Był synem Jana Walickiego i Heleny z domu Chrzczonowicz. Jego żoną była Felicja z domu Kunicka, z którą miał syna Franciszka Jana Walickiego ps. „Jacek Grań” – dziennikarza, publicystę i muzyka.
Pochowany został w części rzymskokatolickiej Starego Cmentarza w Łodzi (kwatera 12a-1/12b grób nr 8).

## Odznaczenia
- Złoty Krzyż Zasługi (1959)[1]